# Iúna
Iúna è un comune del Brasile nello stato dell'Espírito Santo, parte della mesoregione del Sul Espírito-Santense e della microregione di Alegre.

## Amministrazione

### Gemellaggi
- Castelluccio Superiore, dal 2007

La città di Iúna è gemellata con la cittadina di Castelluccio Superiore (Basilicata - Italia) dal 22 settembre 2007.
Il gemellaggio trae origine da un motivo storico, infatti, la città di Iúna è stata fondata da emigranti castelluccesi, che lasciarono la Basilicata alla ricerca di una vita migliore, a partire dal 1875 e sino al 1890.